# Hyaleucerea fusiformis
Hyaleucerea fusiformis là một loài bướm đêm thuộc phân họ Arctiinae, họ Erebidae.